# Coppa Agostoni 1985
La Coppa Agostoni 1985, trentanovesima edizione della corsa, si svolse il 18 agosto 1985 su un percorso di 215 km. La vittoria fu appannaggio del portoghese Acácio da Silva, che completò il percorso in 5h22'57", precedendo l'italiano Claudio Corti e lo svizzero Urs Zimmermann.

## Ordine d'arrivo (Top 10)
| Pos. | Corridore                | Squadra                   | Tempo    |
| ---- | ------------------------ | ------------------------- | -------- |
| 1    | Acácio da Silva          | Malvor-Bottecchia         | 5h22'57" |
| 2    | Claudio Corti            | Supermercati Brianzoli    | s.t.     |
| 3    | Urs Zimmermann           | Carrera-Inoxpran          | a 3"     |
| 4    | Gianbattista Baronchelli | Supermercati Brianzoli    | a 45"    |
| 5    | Emanuele Bombini         | Del Tongo-Colnago         | s.t.     |
| 6    | Davide Cassani           | Santini-Krups-Conti-Galli | s.t.     |
| 7    | Marino Lejarreta         | Alpilatte-Olmo-Cierre     | s.t.     |
| 8    | Alessandro Pozzi         | Ariostea-OECE             | s.t.     |
| 9    | Jørgen Vagn Pedersen     | Carrera-Inoxpran          | s.t.     |
| 10   | Steen-Michael Petersen   | Maggi Mobili-Fanini Cicli | a 1'40"  |